# Voglia di vincere
Voglia di vincere (Teen Wolf) è un film del 1985 diretto da Rod Daniel e interpretato da Michael J. Fox.
Le riprese del film durarono dall'agosto al dicembre 1984. Subito dopo l'attore canadese fu impegnato sul set del film (da gennaio ad aprile 1985) che lo fece diventare famoso, Ritorno al futuro di Robert Zemeckis.

## Trama
Marty Howard, uno studente liceale di 17 anni, è stanco della sua grigia vita di studente. Vive in una piccola città del Nebraska, ed i suoi unici momenti di popolarità sono le partite di basket giocate con i Beavers, la sgangherata squadra della sua scuola. Marty è innamorato della sua compagna di scuola Pamela Wells nonostante lei frequenti Mick, un arrogante ragazzo che gioca per i Dragons, la squadra rivale dei Beavers, e che spesso lo umilia in campo. A causa di questo, sembra non accorgersi dell’amore di Boof, la sua migliore amica.
Dopo cambiamenti sorprendenti come lunghi peli lunghi che gli spuntano improvvisamente sulle mani, decide di lasciare la squadra, ma il suo allenatore, Bobby Janos, cambia idea. Dopo aver preso un barile con il suo amico Stiles per una festa, Marty e Boof finiscono da soli in un armadio e Marty si arrabbia quando iniziano a pomiciare, graffiandola accidentalmente la schiena. Quando torna a casa, subisce una strana trasformazione, scoprendo di essere un lupo mannaro. Suo padre Harold rivela che anche lui lo è e che aveva sperato che Marty non ereditasse la maledizione perché "a volte salta una generazione".
Marty rivela il suo segreto a Stiles, che accetta di mantenerlo segreto. Ma, quando Marty diventa stressato in campo, diventa il Lupo e aiuta a vincere la prima partita in tre anni. Di conseguenza, Marty guadagna fama e popolarità mentre il liceo è sopraffatto dalla "febbre del lupo". Viene anche alienato da Boof e dai suoi compagni di squadra poiché inizia a prendere la palla durante le partite.
Stiles vende l'armamentario di "Teen Wolf" e Pamela finalmente inizia a prestare attenzione a Marty. Dopo che lui ha ottenuto il ruolo di "cavaliere lupo mannaro" nella recita scolastica insieme a lei, lei lo incontra nel camerino e fanno sesso. Più tardi, dopo un appuntamento fissato per far ingelosire Mick, Pamela dice a Marty che non è interessata a lui come fidanzato, con suo grande disappunto. Harold dice a Marty che è responsabile dei conflitti di suo figlio con il vicepreside Rusty Thorne, a causa di uno spavento che Harold gli aveva fatto quando era al liceo. Consiglia a Marty di essere se stesso.
Boof accetta di andare con Marty al prossimo Ballo di Primavera, ma solo se andrà come se stesso. Marty invece va da solo nei panni del Lupo. Lo porta nel corridoio e si baciano, il che fa tornare Marty se stesso. Quando tornano al ballo, Marty attira l'attenzione di tutti, inclusa Pamela. Un Mick geloso gli dà un pugno in faccia, poi insulta Boof e schernisce Marty finché il Lupo non attacca con rabbia. Marty corre fuori dalla sala e incontra Thorne, che lo minaccia di cacciarlo dalla scuola. Harold manda suo figlio a casa prima di intimidire Thorne ringhiandogli in faccia, facendo bagnare il vicepreside.
Marty rinuncia a usare il Lupo e lascia la squadra di basket. Durante la finale del torneo di basket, arriva in ritardo per convincere i suoi compagni a giocare senza il Lupo. Nonostante le scarse probabilità di vittoria, la squadra inizia a lavorare insieme e guadagna terreno contro i Dragons. Nell'ultimo quarto, sotto di un punto, Marty subisce fallo da Mick alla sirena. Effettua entrambi i tiri liberi, vincendo il campionato. Superando Pamela, bacia Boof mentre suo padre li abbraccia entrambi. Mick dice a Pamela che dovrebbero andarsene, ma lei gli dice di levarsi e se ne va furibonda mentre tutti gli altri festeggiano la vittoria.

## Produzione
Voglia di vincere fu uno dei primi copioni scritti da Jeph Loeb. Loeb era stato assunto come sceneggiatore perché lo studio, dopo l'inaspettato successo del film La ragazza di San Diego, voleva un'altra commedia adolescenziale a basso budget che non prendesse troppo tempo per essere girata. Il progetto si concretizzò quando Michael J. Fox accettò il ruolo del protagonista e la gravidanza della co-protagonista di Casa Keaton, Meredith Baxter-Birney, causò una pausa nella produzione della sitcom che permise a Fox di girare il film e poi tornare alla serie tv.
Con un budget di 4 milioni di dollari, le riprese principali di Voglia di vincere cominciarono nel novembre 1984 e si conclusero il mese successivo. Originariamente James Hampton aveva fatto il provino per la parte del Coach Bobby Finstock ma alla fine venne scritturato per il personaggio di Harold Howard. Il logo della mascotte del castoro utilizzato nel film era quello della Oregon State University, in uso all'epoca in quella università.. La controfigura del licantropo, durante le partite di pallacanestro, è interpretata da Jeff Glosser.

## Distribuzione
Il film uscì il 23 agosto 1985 e l'incasso negli Stati Uniti d'America superò i 33 milioni di dollari.

## Versione italiana
Nella versione italiana il nome del protagonista è stato cambiato da "Scott" a "Marty" per sfruttare il successo del personaggio interpretato da Fox in Ritorno al futuro. Nel seguito, Voglia di vincere 2 (Teen Wolf Two), viene invece citato come "il cugino Scott", usando il nome originale.

## Sequel e opere derivate
Esiste un sequel, Voglia di vincere 2 (1987), senza il coinvolgimento di Michael J. Fox; il film ha inoltre dato origine a una serie a cartoni animati (1986-1987) e a Teen Wolf (2011).